# John Watt Beattie

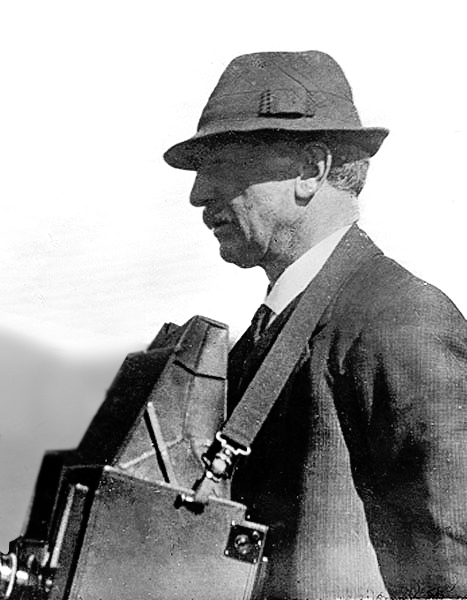
John Watt Beattie, um 1920

John Watt Beattie (* 15. August 1859 in Aberdeen, Schottland; † 24. Juni 1930 in Hobart) war ein Fotograf und Antiquar. Seit 1878 war er in Tasmanien ansässig.

## Leben

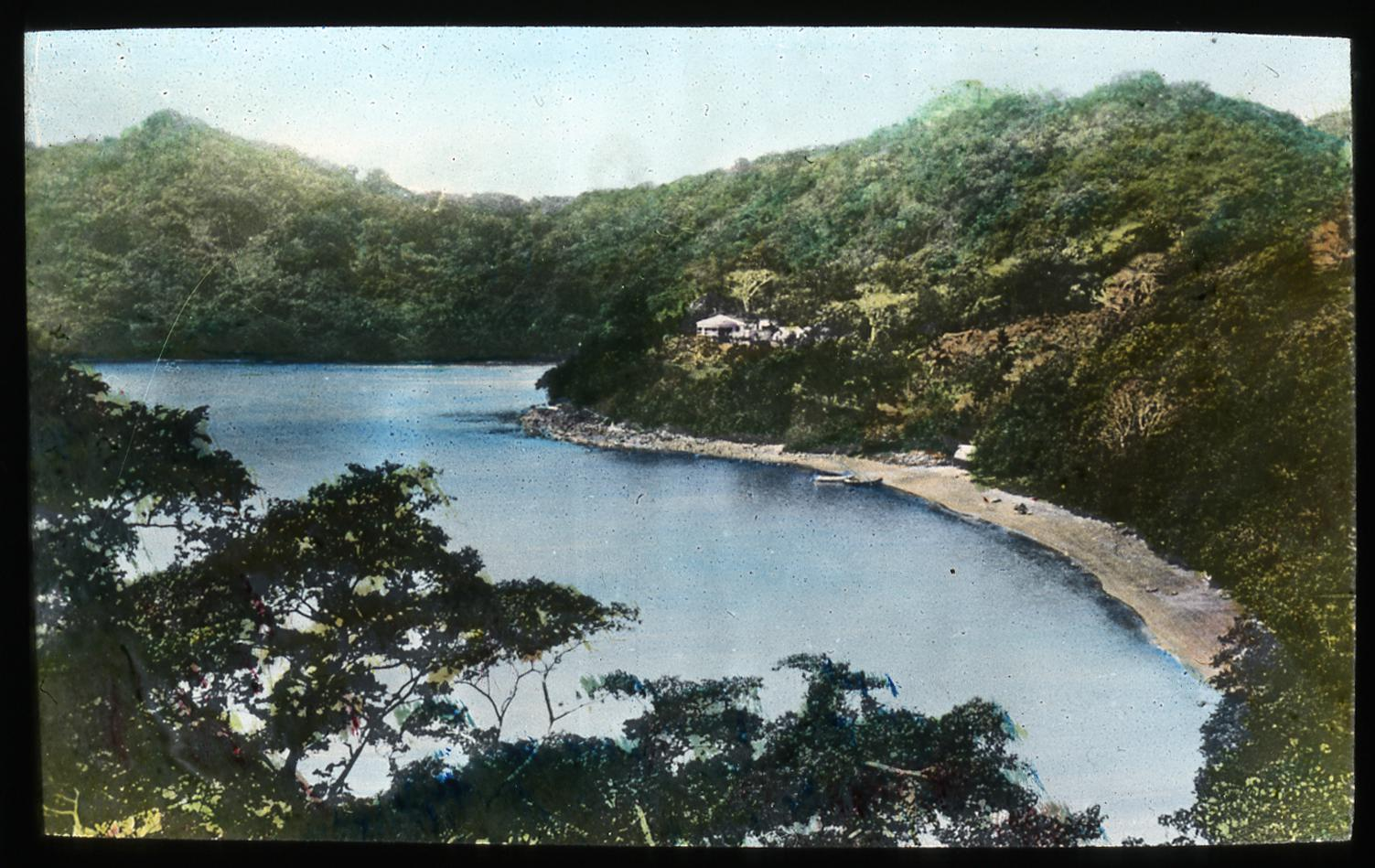
Lolowai, Vanuatu. Diapositiv, handkoloriert; Blick auf Küstenlinie, Strand und Ruderboot, von oben auf einem Hügel fotografiert. British Museum, London.

John Watt Beattie wurde 1859 in Aberdeen, Schottland, geboren. Er war der Sohn des Malermeisters und Fotografen John Beattie und seiner Frau Esther Imlay, geborene Gillivray. Die Familie wanderte 1878 nach Tasmanien aus, wo sie versuchte, eine Farm im Derwent Valley zu bewirtschaften. Beattie wandte sich jedoch bald der Fotografie zu und unternahm ab 1879 Fototouren in die Wildnis. Ab 1882 arbeitete er als professioneller Fotograf und wurde Partner der Gebrüder Anson und übernahm 1891 die alleinige Leitung des Unternehmens.

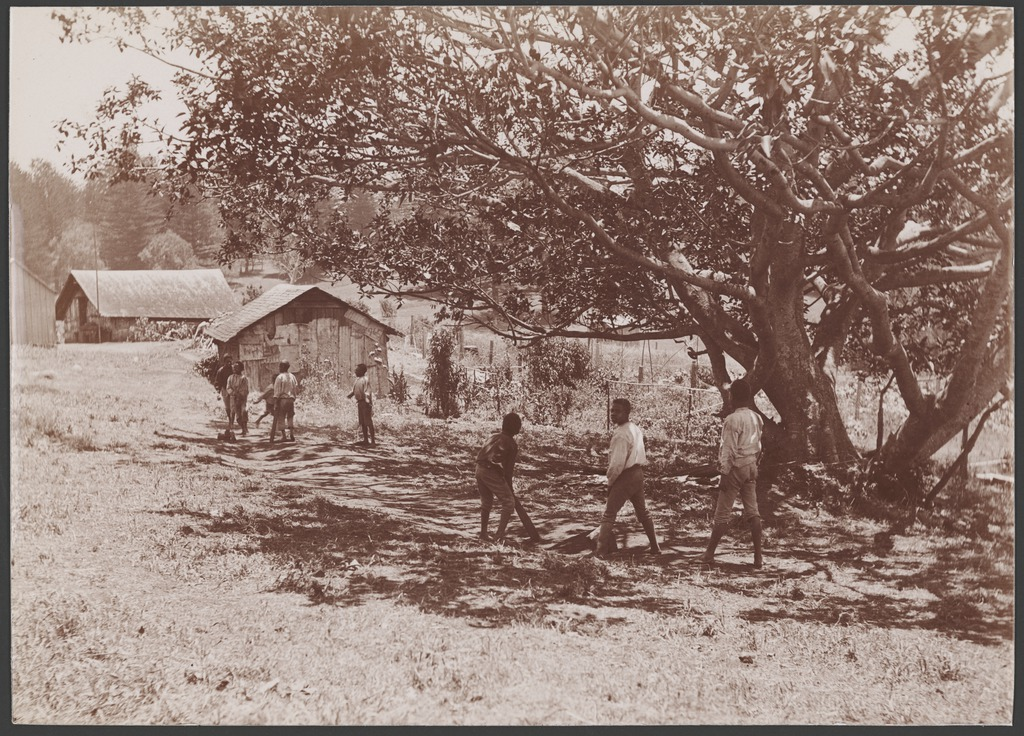
Kinder spielen Kricket in St. Barnabas, Norfolkinsel, 1906. National Library of Australia

In den 1890er Jahren erweiterte John Watt Beattie seinen Wirkungskreis. Er gründete ein Museum in Hobart, das Kunst und historische Artefakte ausstellte, und beschäftigte sich intensiv mit der Geschichte Tasmaniens. Sein besonderes Interesse galt der Geschichte der Sträflinge von Port Arthur und den Aborigines der Insel. 1896 wurde John Watt Beattie zum offiziellen Fotografen der Kolonie ernannt und spielte eine wichtige Rolle bei der Förderung des Tourismus in Tasmanien. Seine Diavorträge mit ausführlichen Kommentaren waren ein großer Erfolg.

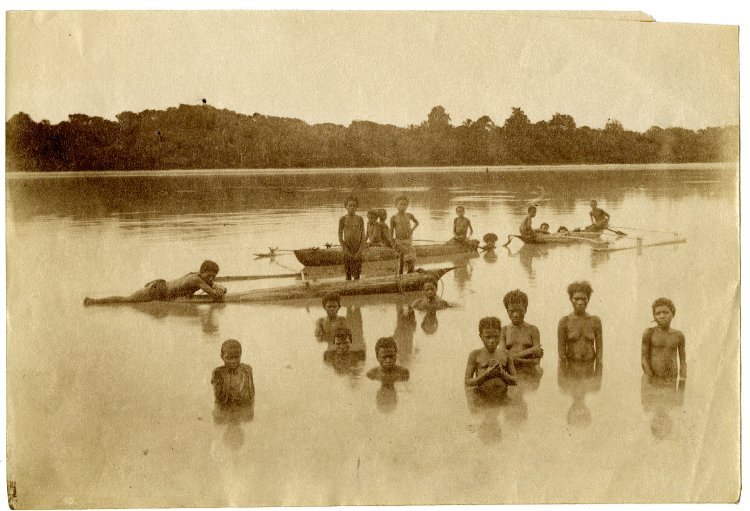
Fidschi. Eine Gruppe von Männern, Frauen und Kindern, die in einer Lagune und auf Auslegerkanus stehen. The British Museum, London.

1906 wurde John Watt Beattie eingeladen, Bischof Cecil Wilson auf dem Schiff der Melanesia's Mission Southern Cross von Auckland über die Norfolkinsel nach Vanuatu und zu den Salomonen zu begleiten. Das Schiff fuhr über Port Vila, Pentecost, Ambae, Maéwo, die Banks- und Torres-Gruppen (Vanuatu), Vanikoro, die Riffinseln, Santa Cruz, Makira, Ugi, Ulawa, Malaita, Gela, Savo, Guadalcanal, Isabel, Vella Lavella und Choiseul und kehrte auf demselben Weg zurück. John Watt Beattie machte 1500 Ganz- und Halbplattenaufnahmen und führte über seine Reise ein Tagebuch, das die Beschriftungen auf den Platten und die Einträge in seinem Katalog ergänzt.

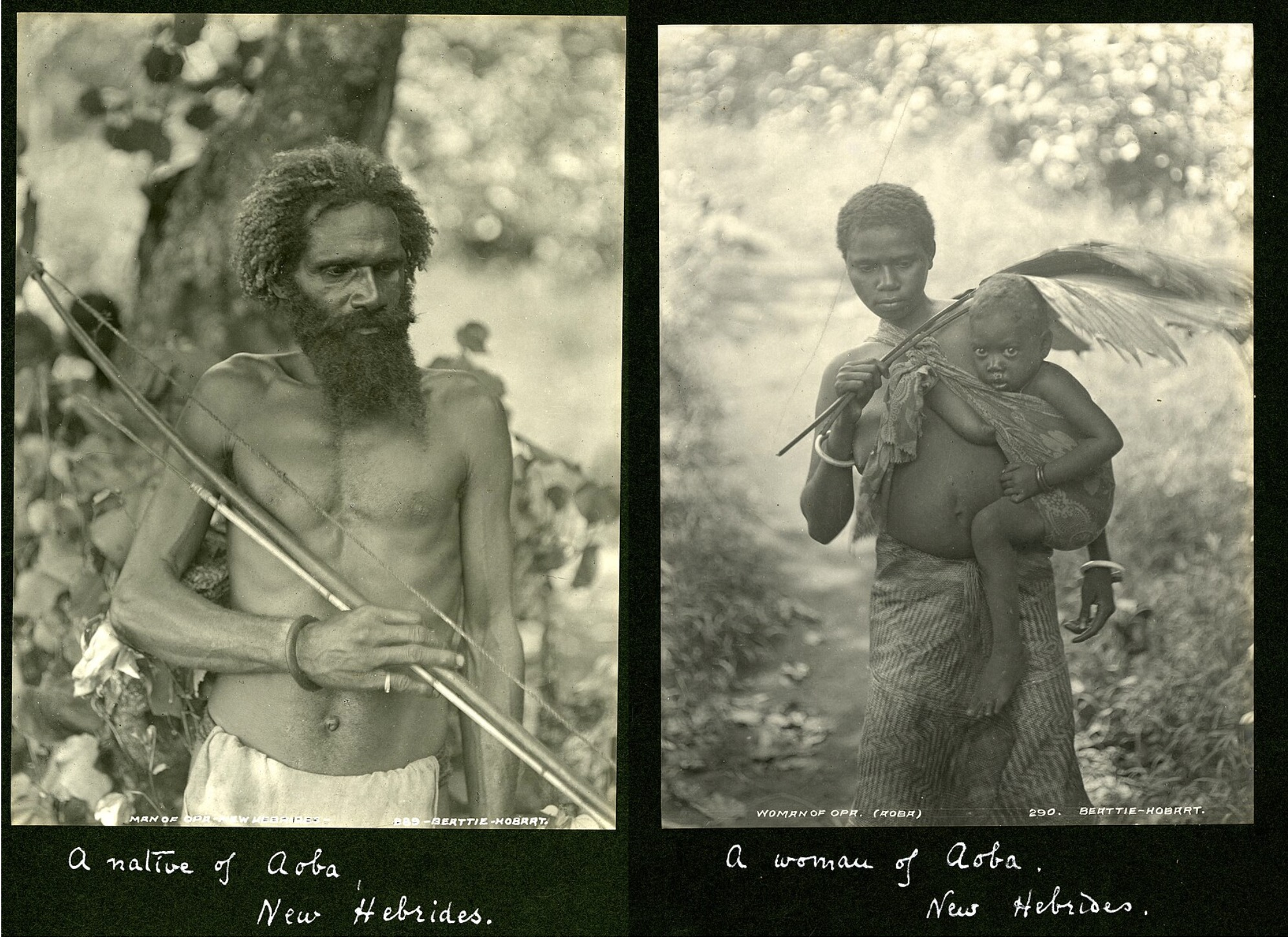
Mann aus Aoba und Frau mit Kind aus Aoba (Neue Hebriden), 1906. Zwei Fotos. The British Museum London

Die Fotos, die er auf dieser Reise machte, gehören zu den besten, die in jenen frühen Jahren in Melanesien gemacht wurden, und wurden an vielen Orten veröffentlicht. Im Jahr 1909 veröffentlichte er einen Catalogue of a Series of Photographs Illustrating the Scenery and Peoples of the Islands of the South and Western Pacific (undatiert, aber wahrscheinlich 1909) mit diesen Fotos. 1912 entwickelte John Watt Beattie die Fotoplatten von Roald Amundsens Südpolarexpedition. Später konzentrierte er sich mehr und mehr auf Porträts, behielt aber seine vielfältigen Interessen bei.
1927 verkaufte er einen großen Teil seiner Sammlung an die Launceston Corporation. Das Material befindet sich noch heute im Queen Victoria Museum and Art Gallery in Launceston. Weitere Fotografien befinden sich im Tasmanian Museum in Hobart, im Auckland Institute and Museum, im Field Museum in Chicago und im British Museum, insbesondere jene, die mit der Melanesischen Mission in Verbindung stehen. Obwohl Beattie 1930 in Hobart starb, verkaufte seine Firma seine Drucke noch bis in die 1980er Jahre.
John Watt Beattie starb am 24. Juni 1930 in Hobart an Herzversagen. Er hinterließ seine Frau Emily Cox und zwei Töchter.

## Werk
John Watt Beattie hat das visuelle Bild Tasmaniens entscheidend geprägt. Seine Arbeiten, darunter gerahmte Drucke, Postkarten, Laternenbilder und Alben, wurden sehr populär und fanden auch Eingang in eine Serie von Tasmanien-Briefmarken, die von 1899 bis 1912 gedruckt wurden. Seine Fotografien betonten die romantische Schönheit der Landschaft, beeinflusst von Künstlern wie William Piguenit. Jack Cato, ein Verwandter und Schüler, bezeichnete ihn als „den besten Landschaftsfotografen seiner Zeit“ und als einen der bekanntesten und beliebtesten Männer Tasmaniens.
John Watt Beattie war ein leidenschaftlicher Fürsprecher der tasmanischen Geschichte und Natur. Er dokumentierte nicht nur die grausame Geschichte der Beziehungen zwischen Europäern und Aborigines, sondern setzte sich auch für den Naturschutz ein. Er war Mitglied der Royal Society of Tasmania und 1899 an der Gründung der historischen und geographischen Abteilung der Gesellschaft beteiligt. Im Jahre 1904 hielt er die Hauptrede bei der Hundertjahrfeier der Besiedlung Tasmaniens.